# John Iversen
John Iversen (ur. 4 stycznia 1954 w Grindsted) – duński polityk, poseł do Parlamentu Europejskiego II, III i IV kadencji.

## Życiorys
Z wykształcenia nauczyciel, studiował w Aarhus. Przez dwa lata pracował w zawodzie nauczyciela, później został zatrudniony jako urzędnik służby cywilnej w Luksemburgu. Był działaczem Socjalistycznej Partii Ludowej. Z jej ramienia w 1985 objął mandat eurodeputowanego. Został ponownie wybrany w 1989, zasiadając w PE do 1994. Pełnił funkcję wiceprzewodniczącego Komisji ds. Środowiska Naturalnego, Zdrowia Publicznego i Ochrony Konsumentów. Nie uzyskał reelekcji, po czym w 1995 został rzecznikiem prasowym Ritt Bjerregaard, duńskiej członkini Komisji Europejskiej. W 1996 ponownie wszedł do Europarlamentu (w miejsce Lilli Gyldenkilde), mandat wykonywał do 1999. W trakcie kadencji przeszedł do Socialdemokraterne.
Od 2000 pracował w biurze prasowym socjaldemokratów. W 2001 bez powodzenia kandydował do Folketingetu. W latach 2011–2013 pełnił funkcję doradcy ministra transportu. Później przeszedł do pracy w prywatnej firmie doradczej.